# Pinacothèque communale (Volterra)
La pinacothèque de Volterra est le musée communal et la pinacothèque de Volterra en province de Pise de la Toscane (Italie). Il est notable par la présence de la Descente de croix de Rosso Fiorentino.
Elle est située dans le Palazzo Minucci-Solaini

## Œuvres
- Déposition de Croix de Rosso Fiorentino
- Annunciazione (1491) et Vergine in trono e santi (1491) de Luca Signorelli
- Madonna della Rosa, Madonna in trono con Bambino e santi et Santi Nicola da Tolentino e Piero de Taddeo di Bartolo
- Cristo in Pietà de Francesco Neri da Volterra
- Madonna col Bambino de Jacopo di Michele
- Madonna dite « au long cou » de Stefano d'Antonio di Vanni
- San Sebastiano fra Santi Bartolomeo e Nicola de Neri di Bicci
- Presepe et Scene della vita della Vergine de Benvenuto di Giovanni
- Cristo in gloria con quattro santi e un donatore de Domenico Ghirlandaio
- Adorazione dei pastori et Compianto su Cristo morto de Pieter de Witte
- Natività della Vergine de Donato Mascagni
- Annunciazione, Immacolata Concezione et Compianto su Cristo Morto du Pomarancio